# 奥普茨
奥普茨（匈牙利語：Apc），是匈牙利赫维什州所辖的一个村。总面积20.46平方公里，总人口2597，人口密度126.9人/平方公里（2011年1月1日）。